# فرودگاه شهری پیتسفیلد
 فرودگاه شهری پیتسفیلد (به انگلیسی: Pittsfield Municipal Airport) یک فرودگاه همگانی با کد یاتا PSF است که یک باند فرود آسفالت و دارد و طول باند آن ۱۵۲۴ متر است. این فرودگاه در کشور ایالات متحده آمریکا قرار دارد و در ارتفاع ۳۶۳٫۹ متری از سطح دریا واقع شده است.